# Giovanni III Crispo
 (... – 1º luglio 1494) fu il diciottesimo duca del Ducato di Nasso dal 1480.

## Biografia
Figlio di Francesco II, successe al fratello Giacomo III nel 1480. Tra le sue prime azioni, sottrasse alla nipote Fiorenza la signoria di Santorino, anche se dovette corrisponderle del denaro come risarcimento.
Di lui non si hanno molte altre informazioni. Sappiamo che non rispettò i patti che il Ducato si era assunto nel 1469, in seguito alla pace tra la Serenissima e l'Impero ottomano: non pagò il tributo che spettava ai Turchi e inoltre lasciò che i pirati che infestavano le coste dell'Asia Minore riparassero sulle sue isole. Gli Ottomani risposero attaccando più volte i suoi domini.
Il 7 giugno 1490 l'arcivescovo di Nasso Nicola, facendosi portavoce delle Comunità di Nasso e Paro, si rivolse al provveditore Nicola Pisani per offrire la dedizione delle due isole alla Repubblica. Ma il Senato respinse la proposta, adducendo che essa doveva essere avallata anche dal Crispo. Questi, al canto suo, benché Venezia gli avesse assicurato un vitalizio, rifiutò la sottomissione e questo aggravò l'opposizione al suo governo: morì nel 1494 nel corso di una rivolta.
Aveva sposato una figlia di Vettore Morosini (rimasta anonima), ma la ripudiò poco dopo le nozze. Da un'altra donna (di cui pure si ignora il nome) ebbe una figlia e un figlio, Francesco III.